# Q.E.D.
Q.E.D. je zkratka latinského spojení quod erat demonstrandum (česky což bylo dokázati či což mělo být dokázáno, zkratkou c. b. d.). Původ této zkratky je však v řeckém ὅπερ ἔδει δεῖξαι (hoper edei deixai), jehož překladem latinský termín vznikl. Používá se jako označení ukončení matematického důkazu. Toto řecké označení používalo víc raných řeckých matematiků, včetně Eukleida a Archiméda. 
V současné matematice se dá použít znak {\displaystyle \blacksquare } (lze také užít {\displaystyle \square }), nazývaný prostě „čtvereček“ nebo Halmosův symbol na počest Paula Halmose, který jeho používání zavedl.